# Waterbrug
Een waterbrug is een verbinding van water tussen bijvoorbeeld twee bekers die in stand gehouden wordt doordat gedeioniseerd water wordt blootgesteld aan een hoge spanning (15.000 volt).
Dit experiment werd in 1893 voor het eerst uitgevoerd door de Britse werktuigbouwkundige William Armstrong. Het werd daarna pas in 2007 opnieuw uitgevoerd, ditmaal onder leiding van Elmar Fuchs op de Technische Universiteit Graz in Oostenrijk. De brug had een cilindrische vorm en een doorsnee van 1 tot 3 millimeter. De brug werd verbroken wanneer er een afstand werd gecreëerd die groter was dan 2,5 centimeter of wanneer de elektrische stroom werd onderbroken. De oppervlaktetemperatuur steeg gedurende het experiment van 20° C naar 60° C. Zodra in het water vreemde ionen werden opgenomen (door toevoeging of door opname uit de lucht) werd de brug instabiel.
Over de oorzaak van het ontstaan van de brug zijn de wetenschappers het nog niet eens, maar de stabiele brug kan het best worden verklaard door het ontstaan van door het elektrische veld positief en negatief geladen watermoleculen in de twee bekers.

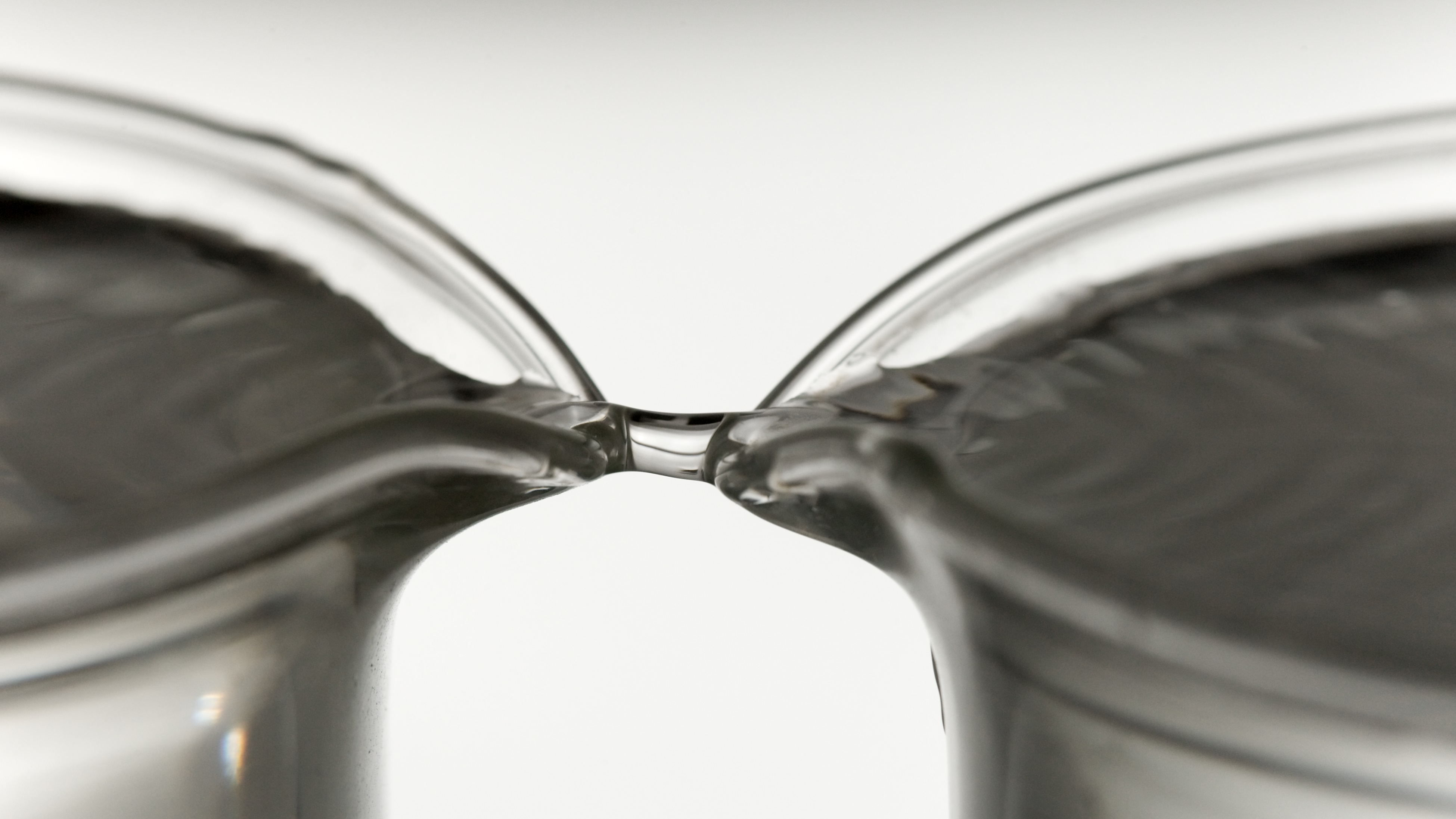
Een waterbrug tussen twee bekers